# Río Murchison (Australia Occidental)
El río Murchinson (del inglés: Murchison River) es un río estacional de la vertiente índica de Australia, el segundo más largo de Australia Occidental. Tiene un curso de 820 km desde su fuente en la meseta Yilgarn, en el extremo sur de las cordilleras Robinson, hasta su desembocadura en el océano Índico, cerca de la ciudad de Kalbarri, que es la única ciudad localizada en sus riberas. El sistema fluvial Murchison–Yalgar–Hope es el sistema fluvial más largo de Australia Occidental. El río drena una cuenca de 82 000 km² y tiene una producción anual media de 208 gigalitros (6,6 m³/s), aunque en 2006, el año pico registrado desde 1967, el flujo fue de 1806 gigalitros (57.3 m³/s). Tiene dos afluentes principales: el río Sandford y el río Roderick.
El río debe su nombre al explorador George Grey que alcanzó el río en 1839. Su nombre honra al geólogo escocés sir Roderick Murchison.

## Cuenca
La cuenca del río Murchison cubre un área de aproximadamente 82 000 km² en la región del Medio Oeste de Australia Occidental. Se extiende unos 550 km hacia el interior desde el océano Índico, hacia el cratón de Yilgarn al este de Meekatharra (708 hab. en 2016) y al norte de Sandstone. La lluvia cae generalmente en la cuenca alta durante los ciclones de verano, por lo que durante gran parte del año el río Murchison no fluye, dejando un lecho seco arenoso y piscinas o charcas permanentes intermitentes.
Los tramos orientales de la cuenca tienen grandes cadenas de lagos salados , que fluyen solo después de la lluvia. Las líneas de drenaje de estos lagos se fusionan para formar el río Murchison a unos 90 km al N-NO de Meekatharra. Desde allí, el río fluye hacia el oeste, luego hacia el suroeste, luego hacia el oeste hasta el océano Índico.

## Curso
El río Murchison nace en la ladera sur de las cordilleras Robinson, a unos 75 km al norte de Meekatharra, en el centro de Australia Occidental. Desde allí fluye en dirección oeste durante unos 130 km hasta su unión con su afluente más grande, el río Yalgar, luego hacia el oeste durante otros 100 km antes de girar hacia el sursudoeste durante 120 km, en cuyo punto se une con el río Roderick, a unos 30 km al este del asentamiento de Murchison. Otros 70 km al sursudoeste hasta que se une a otro afluente importante, el río Sanford. Durante los siguientes 100 km, realiza varias curvas cerradas, llevándolo a unos 70 km hacia el oeste. Luego fluye hacia el suroeste, discurriendo bajo la North West Coastal Highway en el puente Galena. Al adetrarse en el parque nacional Kalbarri, corre primero hacia el noroeste y luego hacia el norte, fluyendo a través de la garganta Murchison y atraviesa una serie de curvas cerradas conocidas como Z Bend y The Loop, respectivamente. Finalmente gira hacia el suroeste, pasando por un dogleg más antes de desembocar en el océano Índico en Kalbarri,, la única ciudad en el río.

### Garganta Murchison

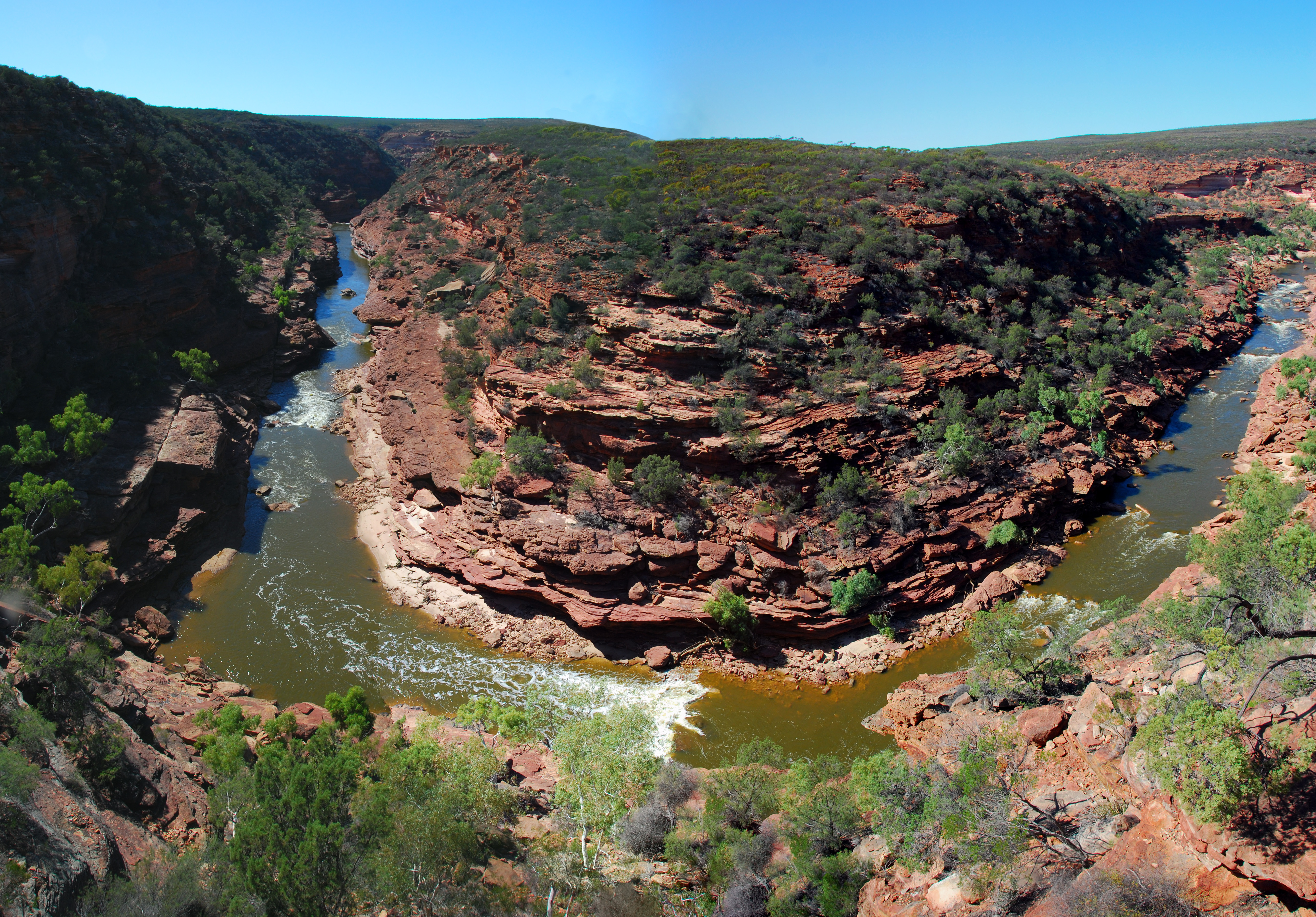
Vista de la Murchison Gorge desde el mirador de la Z Bend

La garganta Murchison (en inglés: Murchison Gorge) es una profunda garganta o desfiladero en condiciones casi vírgenes. Es popular entre los turistas, y hay varios miradores. También es de interés geológico, ya que expone una sección a través de la piedra arenisca de Tumblagooda, una secuencia geológica rica en restos de fósiles ordovícicos.

### Estuario

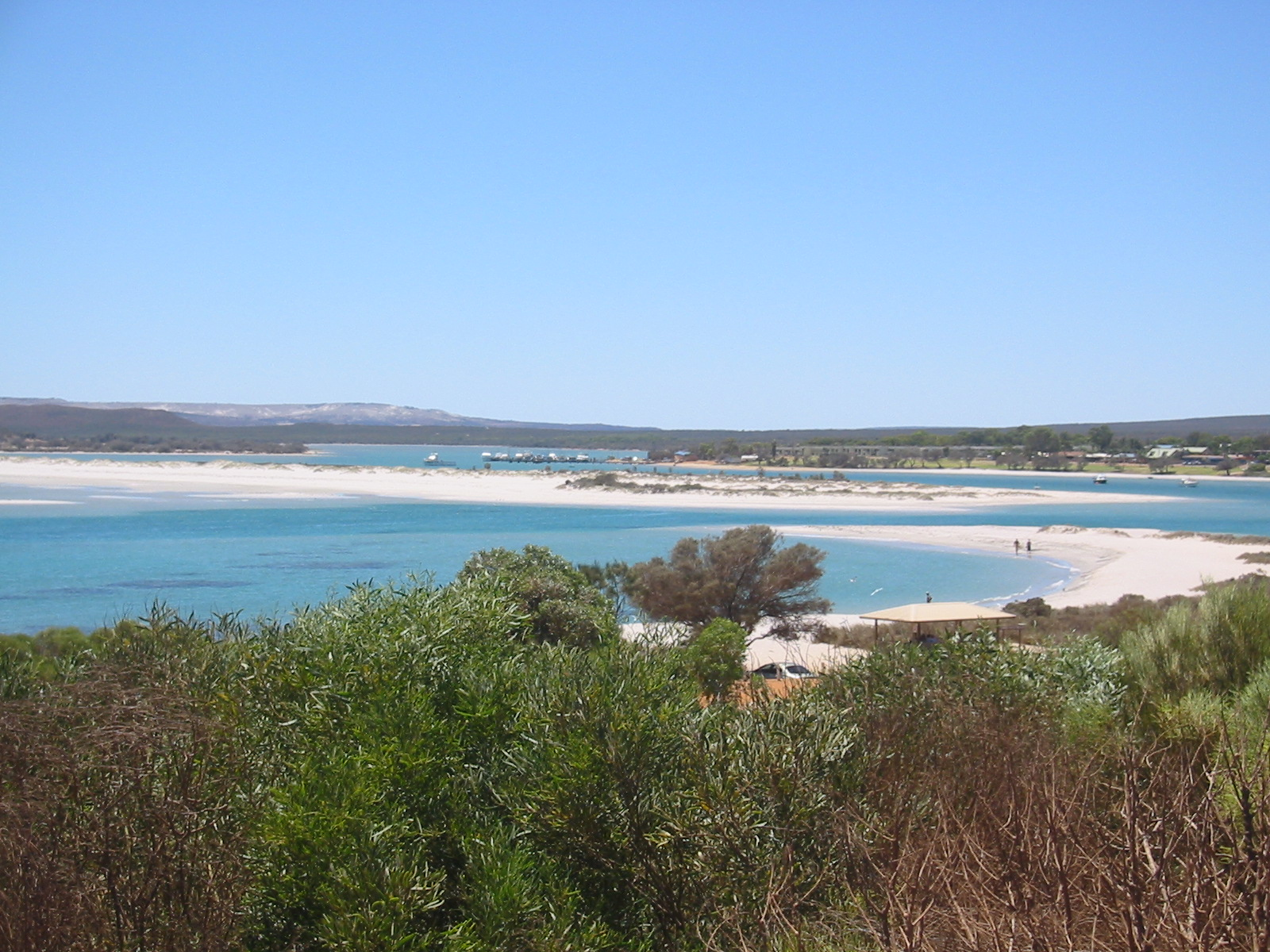
Murchison River mouth

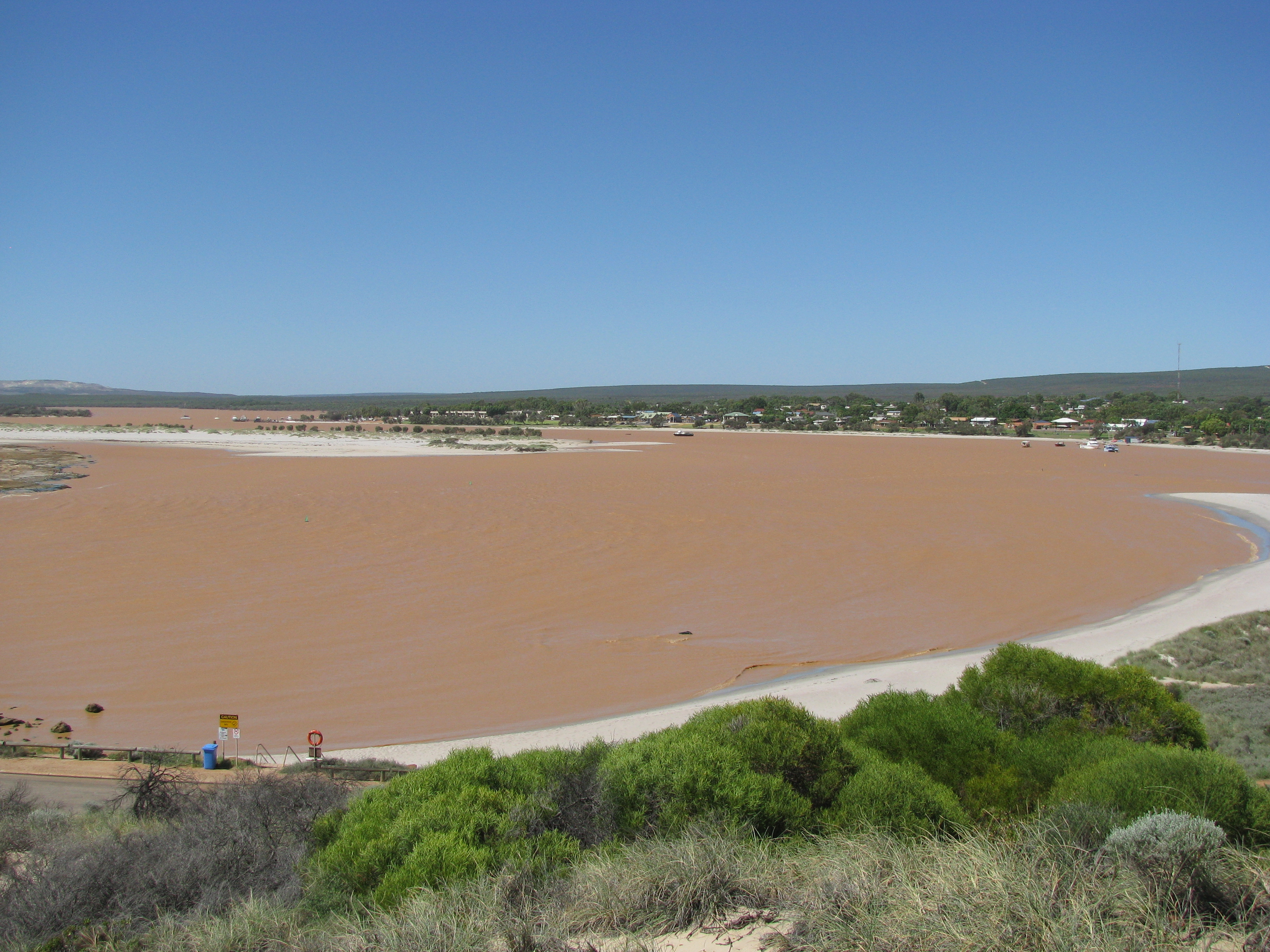
Murchison River at Kalbarri after heavy rains

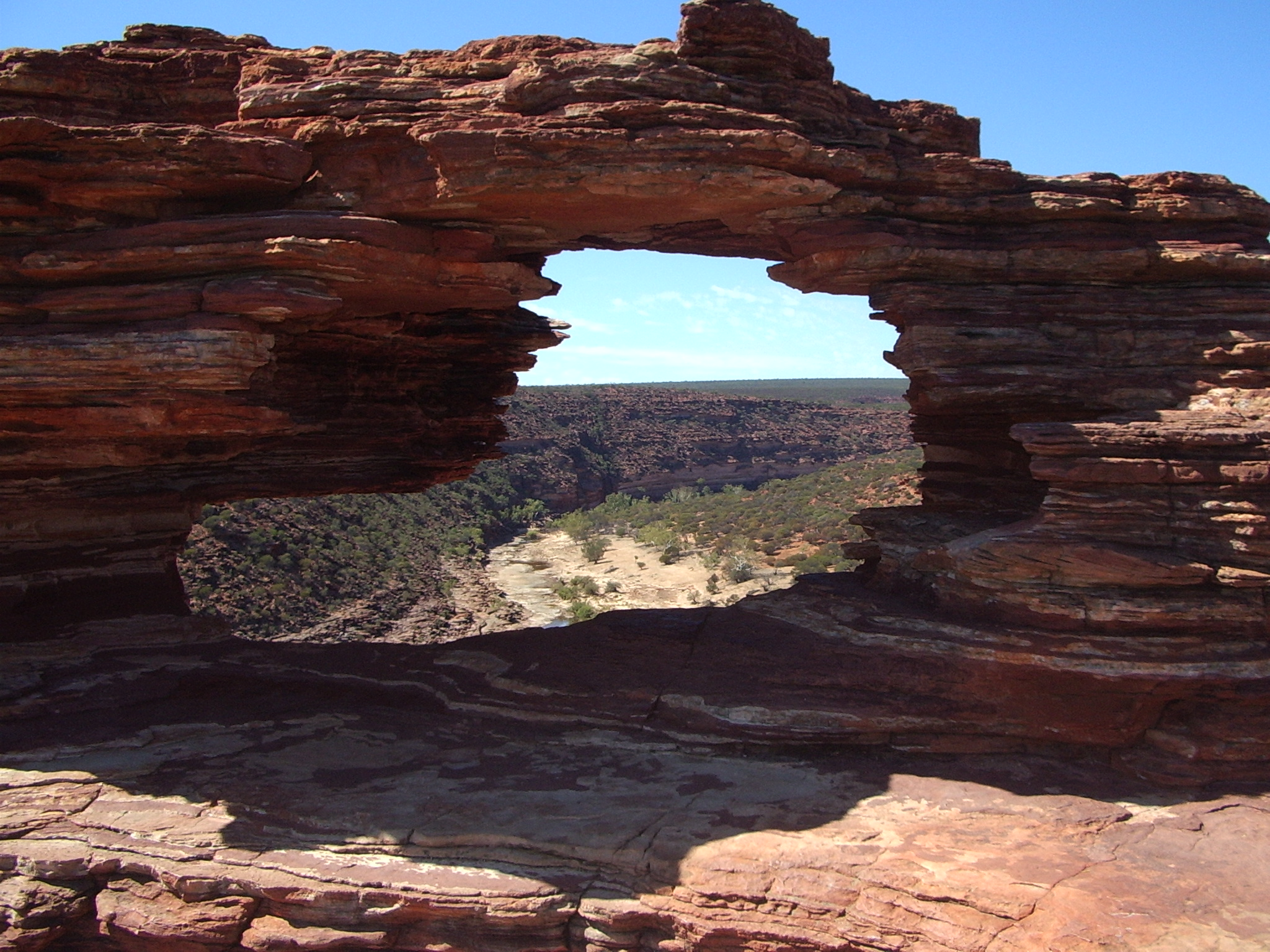
Murchison River through Nature's Window

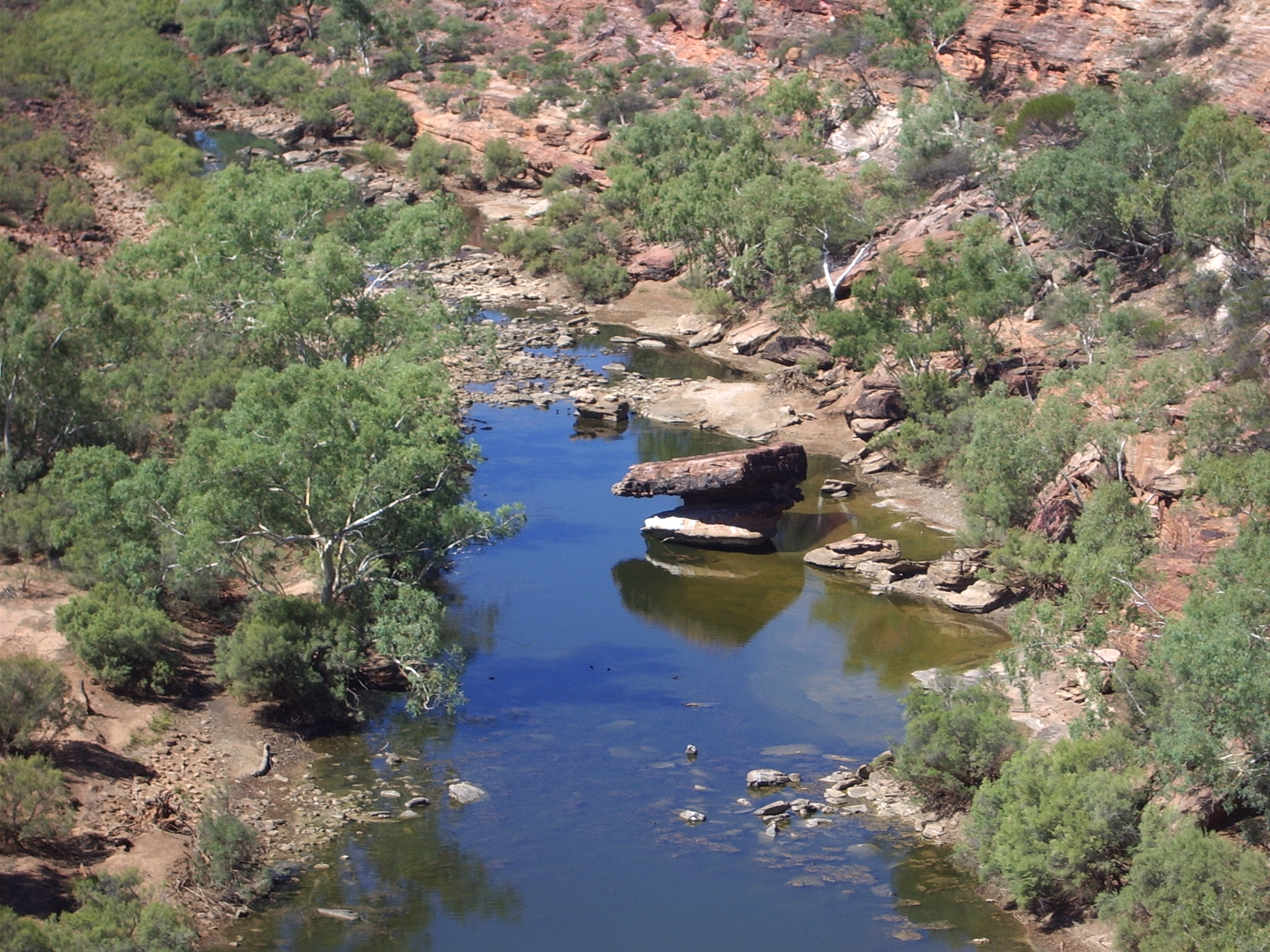
Murchison River from Hawk's Nest

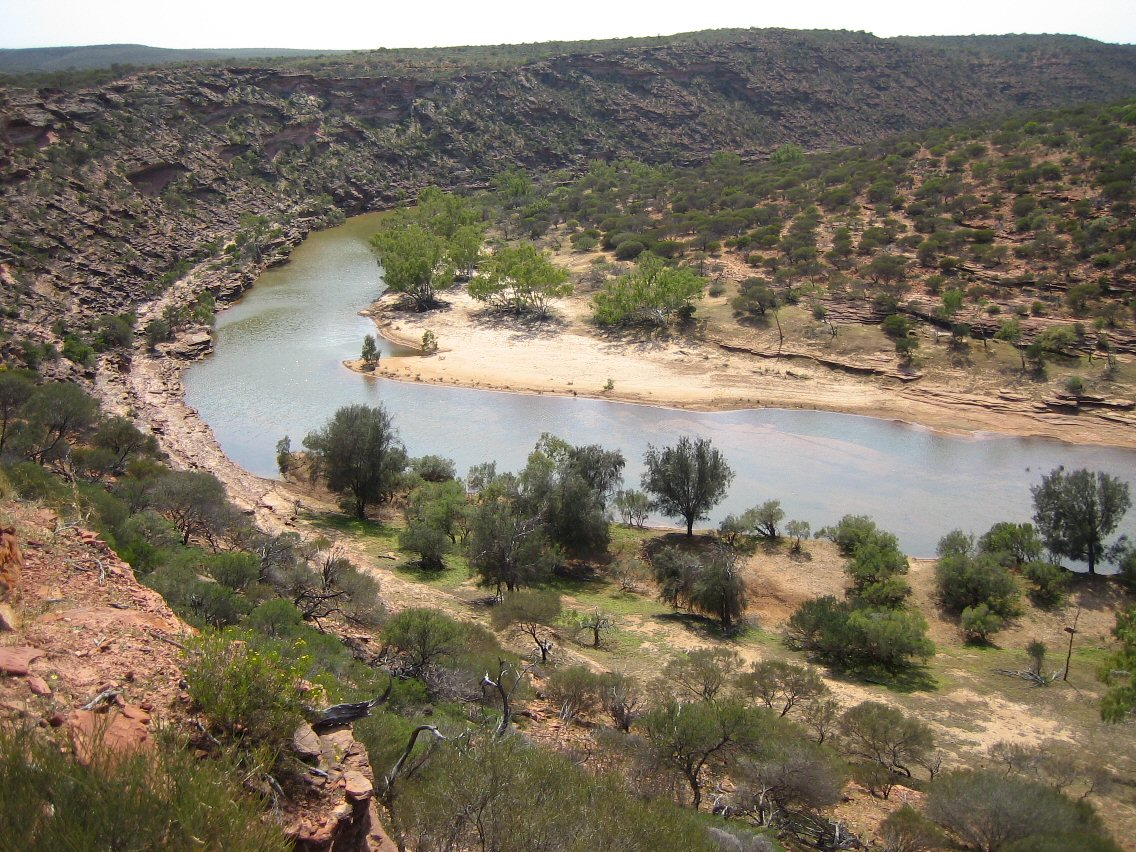
Murchison River

Los últimos 18 km del río Murchison, desde el vado de la Murchison House hasta la desembocadura, son estuarinos y consisten en una secuencia de largos bancos de arena y piscinas poco profundas, en su mayoría de menos de un metro de profundidad. El estuario está permanentemente abierto al mar, por lo que se ve constantemente afectado por las mareas y la entrada de agua salina. Cuando el flujo del río es bajo, el estuario acumula sedimentos del océano, estrechando el canal del río; Este sedimento se evacua al océano durante los períodos de alto flujo, pero ese alto flujo también trae sedimento al estuario desde río arriba. Debido a la alta carga de sedimentos y a la agitación continua por el viento y el flujo del río, el agua es túrbida.
La boca del estuario es un pequeño delta fluvial, cerrado por un banco de arena, excepto por un canal estrecho. Aunque ese canal está permanentemente abierto, generalmente es muy estrecho y poco profundo, por lo que ahora se draga cada año para permitir el paso de los barcos de pesca de langosta occidental.

## Historia
El río Murchison fue nombrado por el explorador George Grey, cuyas embarcaciones naufragaron en su desembocadura el 1 de abril de 1839, durante su segunda desastrosa expedición exploratoria; el nombre honra al patrón de Grey, el geólogo escocés sir Roderick Murchison. La defensa de Murchison había sido esencial para asegurar el apoyo oficial para las expediciones de Grey en Australia Occidental.
La estación Murchison House, una de las estaciones más antiguas de Australia Occidental, fue establecida por Charles Von Bibra en las orillas del río hacia el extremo occidental en 1858.
El estuario y la desembocadura del río fue utilizado como destino de vacaciones por las familias de las minas de Galena en las décadas de 1920 y 1930, y allí se construyó un campamento militar durante la Segunda Guerra Mundial.
En 1951, la ciudad de Kalbarri fue fundada en la desembocadura del río, y para finales de la década de 1990 la población era de aproximadamente 2000 persona. En 1963, fue establecido el parque nacional Kalbarri, con un área protegida de 1830,04 km², salvaguardando formalmente los tramos más bajos del río, incluida la garganta.
El Departamento de Carreteras Principales (Main Roads Department i) inauguró el puente Galena, que lleva la North West Coastal Highway sobre el río en Galena, en diciembre de 1983.

## Inundaciones
Las inundaciones ocurrieron en 1866, lo que provocó que la mina Geraldine se inundara, 13 inundaciones más ocurrieron en 1882.
La rama sur se inundó a una distancia de 10 km de la orilla del río en 1884 y la granja principal en la estación Moorarie fue arrasada con unas 3000 ovejas y corderos.
El río se inundó una vez más en 1900 después de las fuertes lluvias y se estima que el río llegó a tener 13 km de ancho, quedando el camino de Cue y Peak Hill sumergido bajo 3 m de agua. Las carreteras se cortaron hasta quince días, lo que provocó escasez de alimentos en muchos pueblos aislados. Ernest Lee Steere de la Belele Station, informó que más de 130 mm de lluvia cayeron en menos de quince días. Más abajo, se informó que el río corría 24 km de ancho y profundidades de hasta 21 km; a pesar del daño, los pastores estaban jubilosos de lo rápido que crecían las hierbas.
Se produjeron fuertes inundaciones a lo largo de partes del río en marzo de 1926 después de las fuertes lluvias. De 15 a 20 hombres quedaron varados en la mina de galena Three Sister y tuvieron que ser rescatados por dingy.
Las inundaciones ocurrieron nuevamente en 1939 y una vez más luego de otro evento de lluvia significativo en febrero de 1945 que resultó en inundaciones y el viejo puente Galena fue barrido, dejando efectivamente aislados a los ciudadanos de Carnarvon. Se estableció un servicio de ferry utilizando un bote de pesca. Bananas fueron el elemento principal que se necesitaba enviar urgentemente para su transporte al mercado.
Después del ciclón Emma en 2006, gran parte del área de captación recibió 100 mm de lluvia. El río creció, alcanzando un ancho de más de 20 km en algunos lugares, y Kalbarri tuvo que ser protegido con sacos de arena para evitar las inundaciones.